# Estación de Tixkokob (Tren Maya)
Tixkokob es una estación de trenes que se ubica en el municipio de Tixkokob.

## Tren Maya
Andrés Manuel López Obrador anunció en su campaña presidencial del 2018 el proyecto del Tren Maya. El 13 de agosto de 2018 anunció el trazo completo. El recorrido de la nueva ruta del Tren Maya puso a la Estación Tixkokob en la ruta que conectaría con Mérida, Yucatán e Izamal, Yucatán
La Estación Tixkokob fungirá como un paradero que se localiza en el Tramo 3 del Tren Maya, en el estado de Yucatán.
Actualmente, la estación en Tixkokob se encuentra abierta y recibe a viajeros locales, nacionales e internacionales.

## Incidentes
El lunes 25 de marzo de 2024 a las 9:30 a. m. (GMT-6), el tren sufrió un descarrilamiento en su vagón 4 del tren D006 antes de llegar a la estación de Tixkokob. El hecho no dejó ningún herido y los pasajeros fueron evacuados. 